# 10107 Кенні
10107 Кенні (10107 Kenny) — астероїд головного поясу, відкритий 27 березня 1992 року.
Тіссеранів параметр щодо Юпітера — 3,421.